# اسکاتک
اسکاتک (انگلیسی: Scatec) شرکت برق نروژی است، که در سال ۲۰۰۷ تأسیس شد.